# Capa residual
Se denomina capa residual a una capa que se puede establecer en las paredes del conducto radicular de los dientes de los seres humanos después de haber realizado tareas de odontología en el conducto radicular. Cuando la superficie del diente se altera por el uso de instrumentos manuales y rotatorios, durante la preparación de una cavidad, los restos se adhieren a las superficies de esmalte y dentina, formando así la capa residual, también denominada barro dentario, dentina esclerótica o deshecho dentario.  

## Descripción
La capa residual está formada por restos de partículas microcristalinas y orgánicas. Se describió por primera vez en 1975 y desde entonces se han realizado investigaciones para evaluar su importancia en la penetración de bacterias en los túbulos dentinarios y sus efectos sobre el tratamiento endodóntico. 
La capa residual comprende restos orgánicos e inorgánicos calcificados, producidos por instrumentación de dentina, esmalte o cemento”, siendo un contaminante que interfiere sobre el tejido natural del diente. Los restos comprenden:
- Componentes orgánicos.
- Remanentes pulpares
- Procesos odontoblásticos
- Microorganismos
- Componentes inorgánicos
- Dentina
- Remanentes de irrigantes

Su composición y grosor es muy variable, y normalmente depende de los instrumentos utilizados, el método de irrigación implementado y el sitio del diente en el que se trabajó. Normalmente el espesor va de 0.5 micras hasta 2 micras. Su estructura es granulosa e irregular. Consiste de partículas de hidroxiapatita fragmentada y colágeno. Por lo general se inserta en los túbulos dentarios formando un tapón y puede introducirse de 1 a 10 micras. Esta capa tiene una influencia negativa al colocar adhesivos en la restauración del diente. El calentamiento y las fuerzas producidas por el movimiento rotatorio van a causar que restos de dentina se compacten y se sigan agregando. Normalmente puede reducir en un 80% la permeabilidad de la dentina. Se contamina principalmente de contacto con saliva y bacterias.¨

## Riesgos de la capa residual
La existencia de la capa residual representa varios riesgos:
- las bacterias pueden multiplicarse y sobrevivir en ella
- puede proteger a los biofilms que se adhieren a las paredes de los conductos
- afecta a la adaptación de los selladores a las paredes de los conductos
- puede obstruir la acción de irrigantes y medicamentos

## Prevención y remoción de la capa residual
Cuanto más fino sea el grano de diamante de la fresa utilizada, el grosor de la capa será más delgada. Con instrumentos de sonoabrasión (fresas). Preparación con láser (no se usa por el calentamiento excesivo que provoca. Aire abrasivo (funciona expulsando micropartículas de óxido de aluminio para desgastar, y tampoco se usa por las irregularidades que provoca), estas técnicas son modos alternativos para preparar/ rebajar dientes, diseñadas a partir de que se ha buscado un método que no sea abrasivo, como lo son las fresas de carburo, especialmente en el uso de la odontología (Entre otras técnicas en desarrollo)
La capa residual puede ser removida mediante diversas técnicas, tales como :
- soluciones irrigantes
- Hipoclorito de sodio
- Ácido etilendiaminotetraacético (EDTA)
- MTAD (mezcla de Doxyciclino, ácido cítrico y un detergente)
- ácido fosfórico (si se utiliza otro tipo de ácido grabador, éste no va a tener la capacidad de penetrar lo necesario para destapar los túbulos dentarios)

La remoción de la capa residual tien las siguientes ventajas:
- abre los túbulos dentarios aumentando su permeabilidad
- al aumentar la permeabilidad se mejora la adhesión de resinas.
- facilita la acción de medicamentos, adhesivos y otros agentes empleados
- destruye bacterias

## Estudios realizados
Los primeros estudios de las paredes dentinarias después de preparar una cavidad, mostraron la presencia de una capa delgada de restos que miden de 2 a 5 micras de grosor. El análisis de la capa mostró estaba constituida de restos, con una superficie irregular y gránulos en paredes dentinarias instrumentadas. Esta capa residual contenía dentina, pulpa y restos de bacterias.
Estudios posteriores determinaron que estaba compuesta por dos fases, una orgánica y la otra inorgánica.
- Estudios sobre penetración bacteriana

Se han realizado estudios sobre la penetración bacteriana en los túbulos dentinarios, superficies fracturadas y superficies tratadas con ácido. Los trabajos han determinado que la capa residual obstruye el paso y la invasión de bacterias en dentina, aunque a los pocos días esta barrera se convertía en un cultivo mismo para el crecimiento bacterias en dentina.
Se sabe que la capa residual afecta la penetración de bacterias a lo largo de diferentes materiales de obturación del conducto radicular.
Clarke-Holke (2003)  dio el enfoque a su estudio en determinar el efecto de la capa residual en relación con la penetración de bacterias a través del foramen apical alrededor de los materiales de obturación.
- Estudios sobre adherencia

También se determinó que la capa residual afecta  la adherencia.
Sin embargo Bertacci  (2007) evaluó la capacidad de un sistema de obturación de gutapercha caliente Thermafil para llenar los canales laterales en la presencia o ausencia de la capa residual. Se concluyó que la capa residual no impidió el sellado de los canales laterales.
Fachin et al. (2009) evaluaron si la eliminación capa residual tiene alguna influencia sobre el llenado del sistema de conductos radiculares, mediante el examen de la obturación de los conductos laterales, canales secundarios y deltas apicales.

## Efecto antibacteriano de la activación ultrasónica de agentes irrigantes
La activación ultrasónica genera un aumento en la temperatura de los irrigantes potencializando su efecto antibacteriano en el caso del hipoclorito de sodio y que labre en el caso del EDTA.
Dentro de las opciones para la eliminación del barrillo dentinario existe la activación ultrasónica de los diferentes irritantes tales como EDTA, hipoclorito de sodio, clorhexidina.
Este método genera una superficie libre de microorganismos, túbulos dentinarios permeables para obtener una adhesión química y mecánica de cualquiera tipo de material de obturación.